# Ichneumon ermak
Ichneumon ermak är en stekelart som beskrevs av Kokujev 1904. Ichneumon ermak ingår i släktet Ichneumon och familjen brokparasitsteklar. Inga underarter finns listade i Catalogue of Life.